# Даринг Клаб Вирунга (футбольный клуб)

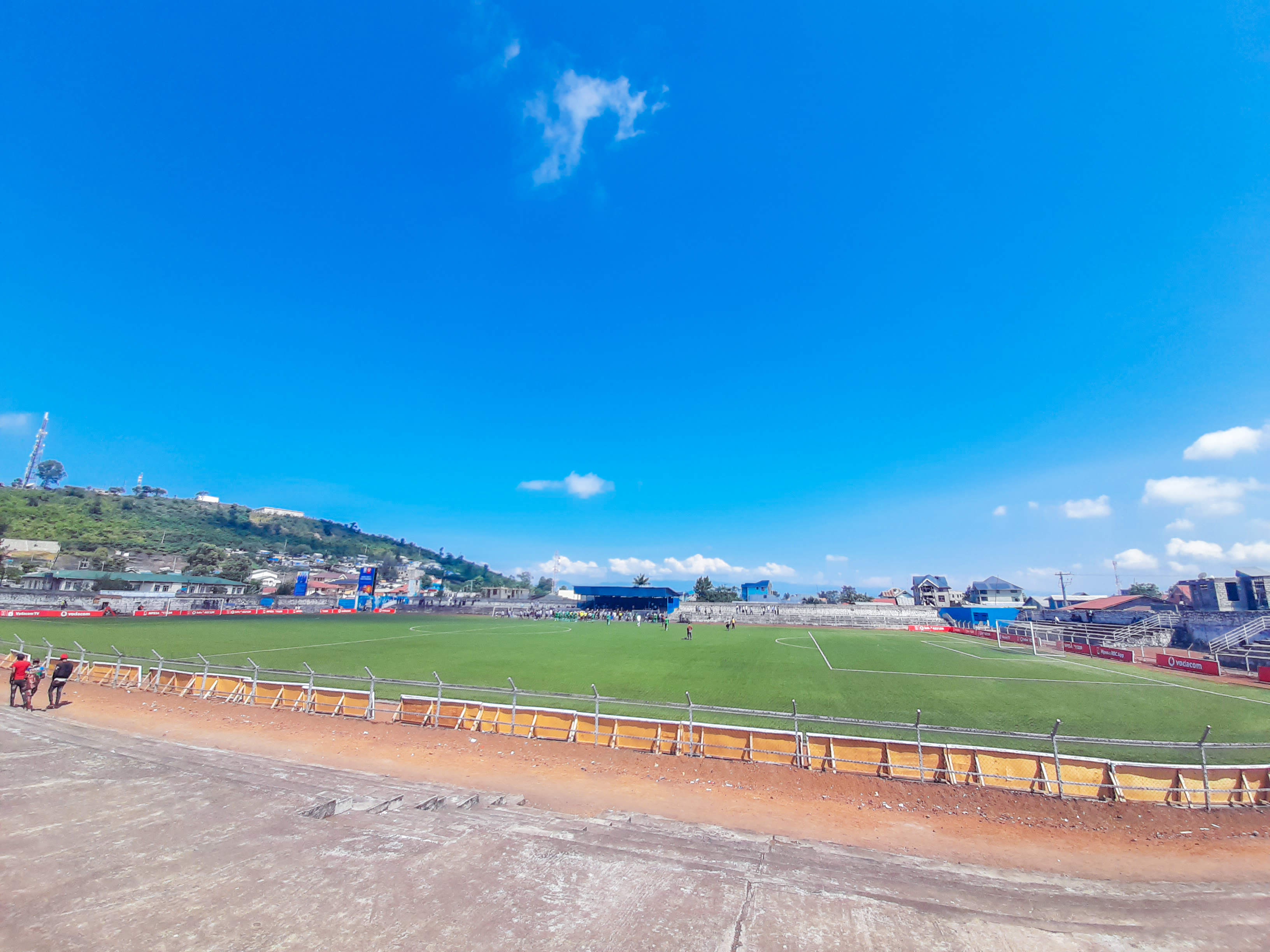
Стад Дель Уните

Даринг Клаб Вирунга (англ. Daring Club Virunga) — футбольный клуб из Гома, провинция Северное Киву, Демократическая Республика Конго.
Выступает во второй по силе лиге страны — Линафут Лига 2 (фр. Linafoot Ligue 2)

## История
Клуб основан в 1964 году.
Команда большую часть своей истории выступала во второй по силе лиге Демократической Республики Конго, иногда поднимаясь в высший дивизион.
В 2008 году команда дошла до финала кубка Конго, где уступила клубу «Букаву Дава».
За команду выступали игроки сборной ДР Конго Патийо Тамбве и Жанвер Бесала Бокунгу.
В 2023 году «ДК Вирунга» стал первым клубом в ДР Конго, который пригласил женщину в качестве тренера.

### Результаты выступлений
| Год     | Чемпионат (первенство)       | Место |
| ------- | ---------------------------- | ----- |
| 2011    | Лига провинции Северное Киву | н/д   |
| 2012    | Супер лига (Лига 1)          | 9     |
| 2013    | Супер лига (Лига 1)          | 11    |
| 2013/14 | Лига провинции Северное Киву | н/д   |
| 2014/15 | Лига провинции Северное Киву | н/д   |
| 2015/16 | Лига провинции Северное Киву | н/д   |
| 2016/17 | Супер лига (Лига 1)          | 14    |
| 2017/18 | Супер лига (Лига 1)          | 21    |
| 2018/19 | Линафут Лига 2               | н/д   |
| 2019/20 | Линафут Лига 2               | н/д   |
| 2020/21 | Линафут Лига 2               | н/д   |
| 2021/22 | Линафут Лига 2               | н/д   |
| 2022/23 | Линафут Лига 2               | н/д   |
| 2023/24 | Линафут Лига 2               | н/д   |
| 2024/25 | Линафут Лига 2               | н/д   |

### Достижения
- Финалист кубка Конго 2008 г.
- Чемпион лиги провинции Северное Киву в 2006, 2008, 2010, 2016

## Домашний стадион
Клуб проводит свои матчи на Стад Дель Уните (фр. Stade de l'Unité), который вмещает 10 000 зрителей.
В 2016—2018 году стадион был реконструирован, покрытие было заменено на искусственный газон.

## Известные игроки
- Патийо Тамбве
- Жанвер Бесала Бокунгу